# Otostephanos monteti
Otostephanos monteti är en hjuldjursart som beskrevs av Colin Milne 1916. Otostephanos monteti ingår i släktet Otostephanos och familjen Habrotrochidae. Inga underarter finns listade i Catalogue of Life.